# Moonlight serenade
Moonlight serenade (engelska: The Glenn Miller Story) är en amerikansk biografisk film från 1953 i regi av Anthony Mann. Filmen handlar om Glenn Millers liv och huvudrollerna spelas av James Stewart och June Allyson. 

## Handling
Filmen följer Glenn Millers liv, från hans tidiga början som musiker 1929 till hans tragiska död 1944. Stor vikt läggs vid Millers äktenskap med hustrun Helen Burger.

## Om filmen
Detta var det första samarbetet mellan Stewart och Mann utanför western-genren.
Filmen var nominerad till tre Oscars och vann en, för bästa inspelade ljud. Filmens musik, med en rad hits från Glenn Miller, blev en stor succé.
I ett antal cameoroller återfinns musiker som kände Miller, däribland: Louis Armstrong, Gene Krupa och Ben Pollack.

## Rollista i urval
- James Stewart - Glenn Miller
- June Allyson - Helen Burger Miller
- Harry Morgan - Chummy MacGregor
- Charles Drake - Don Haynes
- George Tobias - Si Shribman
- Barton MacLane - General Henry H. Arnold, USAAF
- Sig Ruman - W Kranz
- Marion Ross - Polly Haynes
- Nino Tempo - Wilber Schwartz
- Irving Bacon - Mr. Miller
- Kathleen Lockhart - Mrs. Miller
- James Bell - Mr. Burger

## Cameoroller som sig själva
- Louis Armstrong
- Barney Bigard
- Trummy Young
- Gene Krupa
- Ben Pollack
- Johnny Best
- Babe Russin
- Cozy Cole
- Arvell Shaw
- The Modernaires
- Frances Langford

## Musik i filmen i urval
- "Moonlight Serenade"
- "Tuxedo Junction"
- "Little Brown Jug"
- "St. Louis Blues"
- "Basin Street Blues", framförs av: Louis Armstrong och Gene Krupa
- "In the Mood"
- "A String of Pearls"
- "Pennsylvania 6-5000"
- "American Patrol"
- "Otchi-Tchor-Ni-Ya"
- "Chattanooga Choo Choo", framförs av: Frances Langford och The Modernaires
- "Deck the Halls with Boughs of Holly", trad.